# Astripomoea rotundata
Astripomoea rotundata là một loài thực vật có hoa trong họ Bìm bìm. Loài này được A. Meeuse mô tả khoa học đầu tiên.